# یواس‌اس اوشنوس (ای‌آربی-۲)
یواس‌اس اوشنوس (ای‌آربی-۲) (به انگلیسی: USS Oceanus (ARB-2)) یک کشتی بود که طول آن ۳۲۸ فوت (۱۰۰ متر) بود. این کشتی در سال ۱۹۴۳ ساخته شد.